# Miquel Esteba i Caireta
Miquel Esteba i Caireta (Anglès, 14 d'abril de 1931 - Terrassa, 8 d'abril de 2011) va ser un economista i empresari català, que va exercir com a tal a l'empresa familiar que ell va fundar i va ser alcalde de la ciutat de Figueres de 1979 a 1980.
Educat a l'Escola La Salle Bonanova de Barcelona i llicenciat en Ciències Polítiques i Econòmiques a la Universitat Complutense de Madrid (aleshores aquesta carrera universitària només s'impartia a Madrid), formava part de les primeres promocions d'economistes del país, i de fet va ser dels economistes amb més trajectòria de les terres gironines.
S'instal·là a Figueres el 1955, on es va casar amb M. Dolors Bech de Careda, filla de l'advocat i pintor Joaquim Bech de Careda, i amb ella va tenir quatre fills.
Era empresari del ram de la fusta, havent creat Fustes Esteba, amb presència a tot Catalunya, i va fundar una cadena de bricolatge (Bricoesteba i Fes Més). Va formar part de l'Institut d'Estudis Europeus, de la LECE (Lliga Europea de Cooperació Econòmica) i de la Cambra de Comerç de Girona. Era copropietari de la finca de Requesens (la Jonquera), inicialment una zona d'intensa explotació forestal.
El juliol del 1979 va ser proclamat alcalde de Figueres amb els vots del seu partit, CiU, i de UCD, després de Josep Maria Ametlla i Peris (PSC). La manca de suport del seu partit el van obligar a dimitir del càrrec un any i quatre mesos més tard, i va ser substituït a l'alcaldia per Eduard Puig i Vayreda. Tres mesos més tard va abandonar CiU, en desacord amb la línia política possibilista i autonomista de la coalició.
Durant els darrers anys de la seva vida va publicar un bon nombre d'articles periodístics, principalment al diari El Punt, en els quals reflexionava sobre la situació del país, i es declarava obertament partidari de la independència de Catalunya. També, el 2009, va impulsar la plataforma Figueres Decideix.